# Polsbroek

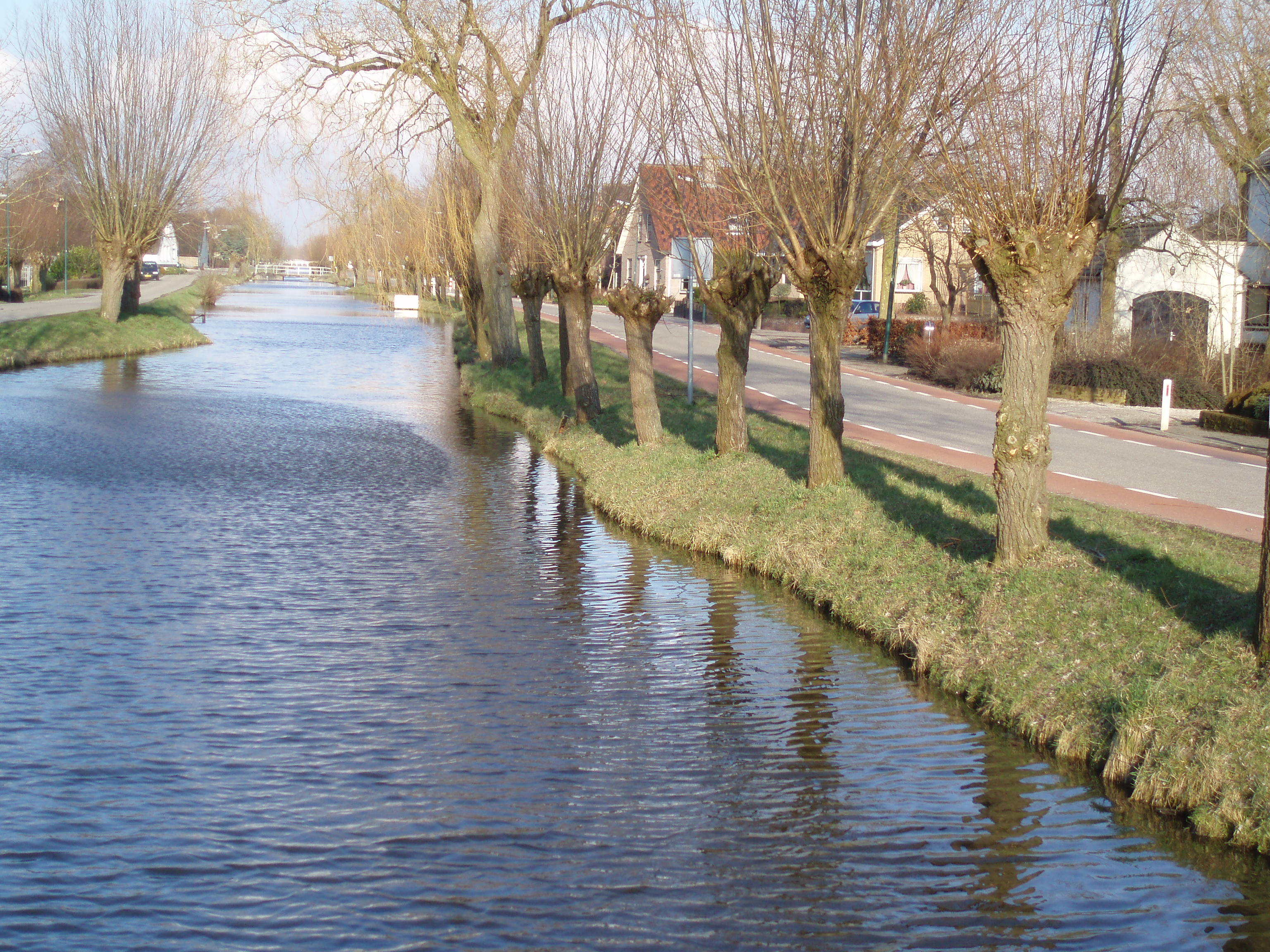
Häuserzeile entlang des Benschopsen Baches in Polsbroek

Polsbroek beschreibt eine ehemals selbstständige Gemeinde in der niederländischen Provinz Utrecht sowie die ehemalige hoge of vrije Heerlijkheid Zuid-Polsbroek. Polsbroek liegt zehn Kilometer südlich von Gouda und gehört seit dem Jahr 1989 zur Großgemeinde Lopik.

## Chronik
Polsbroek besteht aus Zuid- und Noord-Polsbroek. Die vormalige Gemeinde und heutige Ortschaft (Zuid-)Polsbroek ist aus der gleichnamigen Herrlichkeit entstanden (während Zuid-Polsbroek eine Hoghe oder Vrije Heerlijkheid war gehörte Noord-Polsbroek als Schoutambacht der Baronie IJsselstein an).
Die ersten Herren von Polsbroek hatten schon im Jahre 1155 durch den Utrechter Bischof Hermann von Horn Polsbroek die Hohe Gerichtsbarkeit erhalten. Vor dieser Zeit lautete die Schreibweise Pulzabruch, die sich im Jahr dieser Urkunde in Pulsebroch änderte. Die Schreibweisen Polsbroek änderte sich im Laufe dieses Jahrhunderts von Pulsebroch in Pusbruch (1228–1229) und Polsbroic, zwischen 1296 und 1317, um schließlich auf die heutige Schreibweise Polsbroek überzugehen.
Im Jahre 1798 kam Zuid-Polsbroek in das Departement van de Rijn, im Jahre 1802 an das Departement Utrecht. Noord-Polsbroek war zwischen den Jahren 1817 und 1857 eine selbstständige Gemeinde der Provinz Utrecht. Im Jahre 1840 zählte Zuid-Polsbroek 49 Häuser und 586 Einwohner. Im Jahre 1819 ist Zuid-Polsbroek an die Provinz Utrecht gekommen, bei der sie bis zum Ende der Herrlichkeiten im Jahre 1923 und darüber hinaus verblieben ist. Im Jahre 1857 wurden die beiden Orte Zuid-Polsbroek und Noord-Polsbroek zur Gemeinde Polsbroek zusammengeführt; zu dieser Zeit umfasste Polsbroek ca. 84 Häuser mit 875 Einwohnern. Bei der Gemeindezählung im Jahre 1989 wies die Gemeinde eine Größe von 11 km² Fläche auf, in der sich 382 Häuser und 1180 Einwohner befanden. Im Jahre 2006 hatte die Gemeinde 1218 Einwohner auf 500 Häuser verteilt.

### Reformierte Kirche Polsbroek

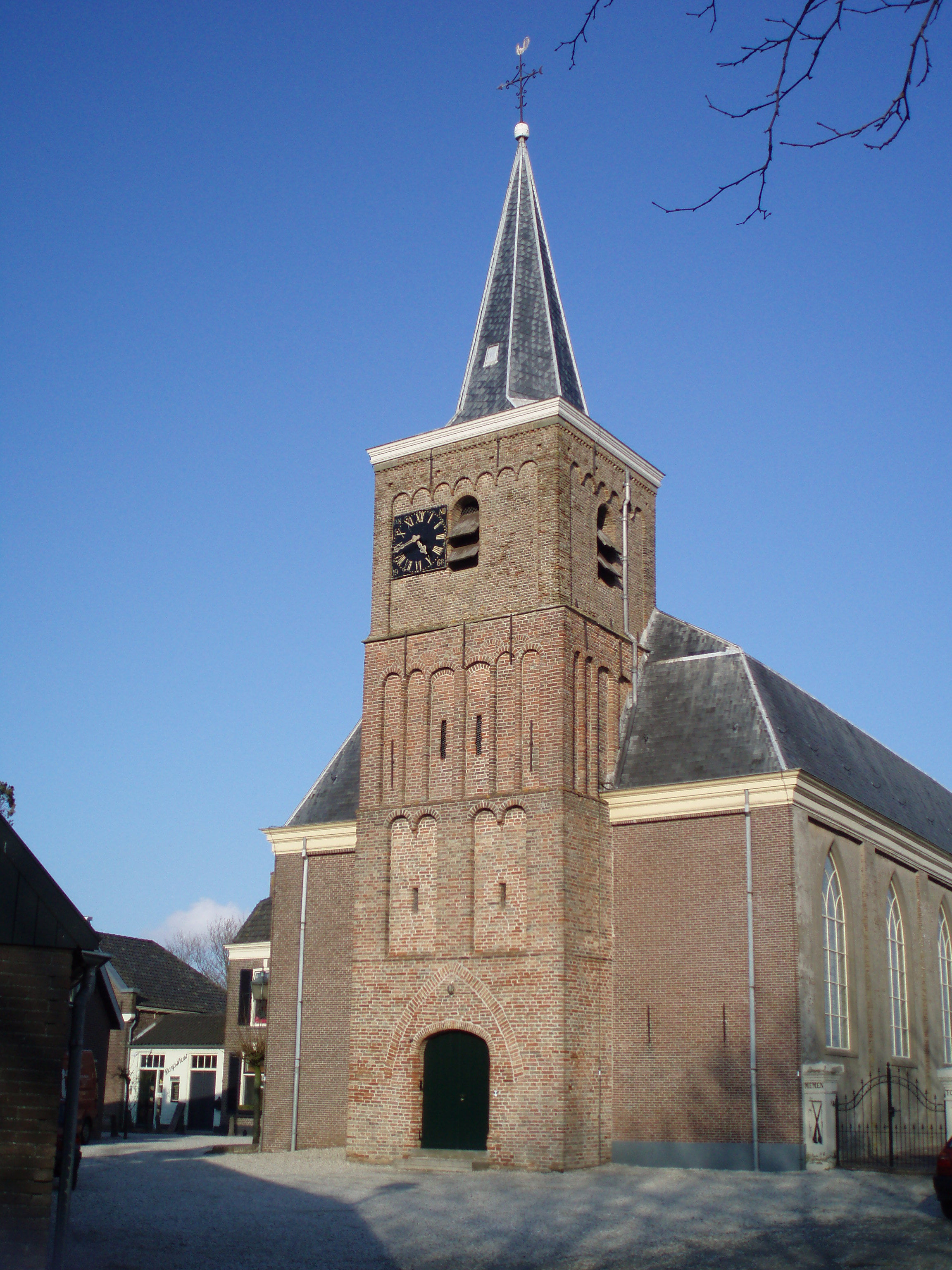
Die Reformierte Kirche von Polsbroek

Das Ortsbild Polsbroeks zeigt eine auf beiden Seiten des Benschopsen Baches entlang gezogene Ortschaft mit einem kleinen Ortszentrum im Westteil. Das Zentrum von Polsbroek besteht aus dem ehemaligen Gemeindehaus, dem Dorfhaus und einer Kirche der niederländischen Reformierten Kirche, deren Anfänge sich bis in das 14. Jahrhundert zurückverfolgen lassen. Im Rampjaar 1672 wurde ebendiese Kirche durch französische Truppen größtenteils verwüstet. Der Neubau erfolgte im Jahre 1676. Aus diesem Anlass schenkten Pieter de Graeff als Vrijheer von Zuid-Polsbroek, sein Bruder Jacob de Graeff, die Niederländische Ostindien-Kompanie, die Stadtverwaltung von Amsterdam sowie Statthalter Wilhelm III. von Oranien-Nassau dem Kirchenhaus neue Glasfenster. Im Jahre 1830 wurde das gesamte Kirchenschiff umgebaut. Die Grundsteinlegung führte der damalige Vrijheer durch, Gerrit IV de Graeff, der auch die neue Kirchenkanzel stiftete. Für den damaligen Bau wurden 2000 Gulden aus dem Fonds für notleidende Kirchen gewonnen. Das Eingangsportal hielt in die Liste der Rijksmonumenten Einzug.